# Vysoký Chlumec
Vysoký Chlumec (deutsch Hoch Chlumetz) ist eine Minderstadt in Tschechien. Sie liegt sechs Kilometer südwestlich von Sedlčany und gehört zum Okres Příbram.

## Geographie

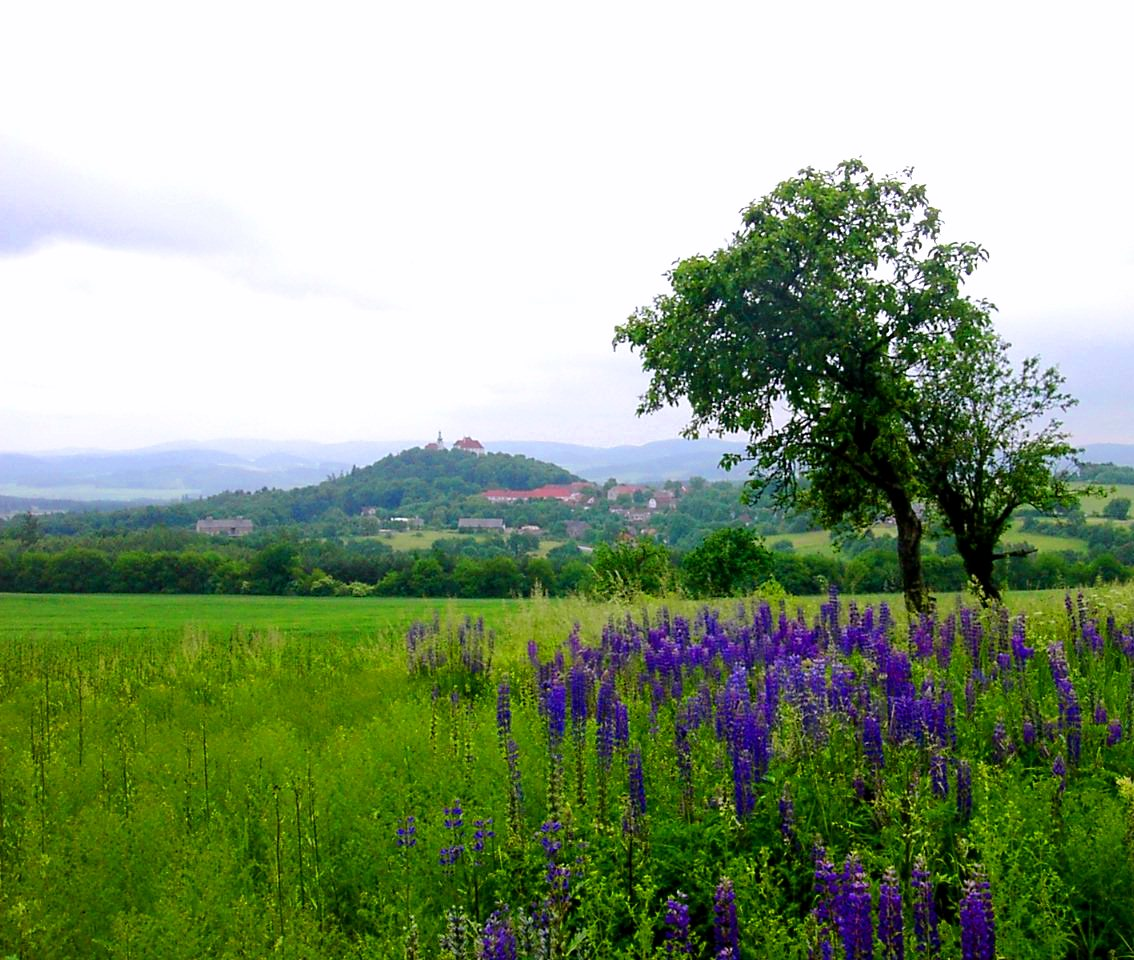
Blick von Norden auf Vysoký Chlumec

Vysoký Chlumec befindet sich am westlichen Fuße des Hügels Chlumec (532 m) mit der Burg Vysoký Chlumec im Mittelböhmischen Hügelland. Am nördlichen Ortsausgang liegt das Tal des Baches Libíňský potok, südlich der Quellgrund des Baches Chlumecký potok. Am südlichen Ortsrand verläuft die Staatsstraße II/105 zwischen Sedlčany und Petrovice. Nördlich erheben sich der Svatý Marek (Markusberg, 540 m) und die Kamenná (515 m), im Süden die Pivovarská hora (486 m), südwestlich der Radešín (546 m) und der Na Chlumech (539 m), im Westen der Velký Pýrný (553 m) sowie nordwestlich der Lampír (559 m).
Nachbarorte sind Oříkovec, Oříkov, Nová Hospoda und Ústupenice im Norden, Pačiska, Doubravice und Libíň im Nordosten, Vápenice, Bor, Úklid und Nedrahovice im Osten, Pod Zámkem, Nedrahovické Podhájí, Kamenice, Trkov und Rovina im Südosten, Veselíčko, Skuhrov und Počepice im Süden, Vitín, Skoupý, Hlubeč, Týnčany, Tisovnice, Mezihoří und Zvěstovice im Südwesten, Pořešice, Víska, Plešiště und Smrčí im Westen sowie Brzina, Svatý Jan, Hrabří, Hradce, Jezvina und U Marků im Nordwesten.

## Geschichte
Die erste schriftliche Erwähnung des Ortes erfolgte 1235 als Sitz des Mrakota von Chlumec. Im Jahre 1250 ist Vintíř von Chlumec nachweislich. Es ist anzunehmen, dass sich zu dieser Zeit in Chlumec ein kleiner Herrensitz befand. Ungeklärt ist, ob sich dieser auf dem Burghügel oder unterhalb dessen befand.
Die Burg Chlumec wurde wahrscheinlich zum Ende der Regentschaft Karls IV. errichtet. Ihre erste schriftliche Erwähnung erfolgte 1382 im Zusammenhang mit dem Burggrafen Zbyněk. Im Jahre 1385 überließ König Wenzel IV. die Burg Chlumec mit den zugehörigen Dörfern Chlumec und Víska seinem Günstling Purkart Strnad von Janovice erblich. Peter von Janovice gehörte 1405 zu den Unterzeichnern der Protesturkunde des böhmischen Adels an das Konstanzer Konzil gegen die Verbrennung von Jan Hus; in der Schlacht bei Lipan kämpfte er 1434 auf Seiten der gemäßigten Koalition. Kaiser Sigismund verpfändete ihm danach mehrere, früher dem Kloster St. Georg auf der Prager Burg gehörige Dörfer um Chlumec. In der Mitte des 15. Jahrhunderts umfasste die Chlumetzer Herrschaft zwei Güter, 16 erbliche Dörfer und mehrere Wälder. Jan Burkart Jenec (Johann Burkhard Genetz) von Janovice und Petersburg verkaufte die Herrschaft Chlumec 1469 an Bedřich Ojíř von Očedělice. Dieser veräußerte die Burg Chlumec mit dem Städtchen Sedlec und den zugehörigen Dörfern 1474 an Johann Popel von Lobkowiczs Witwe Anna, geborene Švihovská von Riesenberg. Nachfolgend hielt der Chlumetzer Zweig der Popel von Lobkowicz den Besitz über fünf Jahrhunderte und baute die Herrschaft zu einer der größten in Böhmen aus.

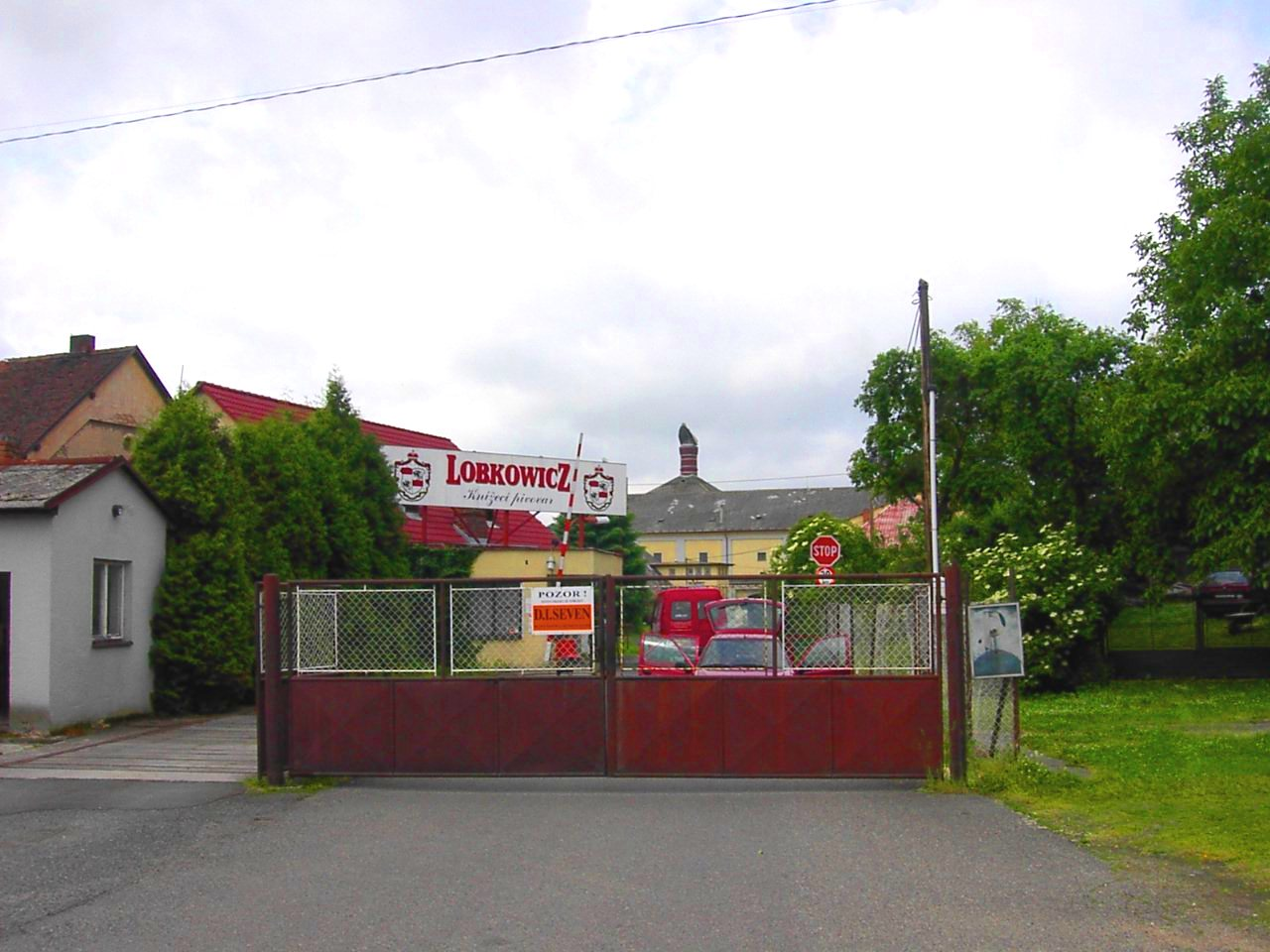
Brauerei Vysoký Chlumec

Im Jahre 1617 wurde Chlumec in einem Verzeichnis der Herrschaft erstmals als das Städtchen unter dem Schloss aufgeführt. Im herrschaftlichen Urbar von 1637 sind zwei Brauereien, vier Schäfereien, sechs Mühlen, eine Ziegelei, eine Sägemühle, 54 Teiche und 829 Anwesen aufgeführt. Einschließlich der zugekauften Güter waren der Herrschaft die Stadt Sedlčany, die Städtchen Chlumec, Sedlec, Krásná Hora nad Vltavou und Kamýk nad Vltavou sowie 90 Dörfer untertänig. Wenzel Eusebius von Lobkowicz ließ die Herrschaft mit den zugehörigen Gütern 1640 zum Familienfideikommiss erheben. Unter Ferdinand Philipp Joseph Fürst von Lobkowicz, der seit 1739 Herr auf Chlumec war und die Bewirtschaftung der Herrschaft gänzlich seinen Beamten überließ, brach in Sedlčany und den umliegenden Dörfern ein Bauernaufstand gegen die Willkür der Chlumetzer Beamten aus. Da sich der Fürst, der in Neustadt, Waldthurn und London lebte, zur Bewirtschaftung seiner böhmischen Güter als untauglich zeigte, wurde sein Neffe August von Lobkowicz durch den Kaiser zum Güterverwalter bestellt.
Der im Berauner Kreis gelegene Marktflecken Chlumetz auch Podhrad / Chlumec bzw. Chlumeč bestand im Jahre 1845 einschließlich der Burg Hoch-Chlumetz aus 64 Häusern mit 584 Einwohnern. In Chlumetz gab es ein herrschaftliches Amtshaus, die „Hauptmannschaft“ genannt, einen Meierhof sowie ein Bräuhaus. Die Burg diente als Wohnsitz der Beamten. Pfarrort war Podschepitz. Bis zur Mitte des 19. Jahrhunderts war Chlumetz Amtsort der Fideikommissherrschaft Hoch-Chlumetz mit den Allodialgütern Skregssow, Hoysin und Přičow.
Nach der Aufhebung der Patrimonialherrschaften bildete Chlumec / Chlumetz mit den Ortsteilen Vápenice und Víska eine Marktgemeinde im Bezirk Votice und Gerichtsbezirk Sedlčany. Ab 1868 gehörte die Marktgemeinde Chlumec zum Bezirk Selčan. Der heutige Ortsname Vysoký Chlumec wurde in den 1870er Jahren zur Unterscheidung von weiteren Orten namens Chlumec eingeführt. Die Freiwillige Feuerwehr gründete sich am 1. Mai 1887. Im Jahre 1932 hatte die Marktgemeinde einschließlich der beiden Ortsteile 770 Einwohner. Während der deutschen Besetzung wurden die Max Lobkowicz gehörige Burg und Brauerei von den Deutschen beschlagnahmt. Er erhielt nach dem Ende des Zweiten Weltkrieges sein Eigentum zurück und wurde 1948 von den Kommunisten erneut enteignet. Zur selben Zeit sank Vysoký Chlumec zum Dorf herab. Nach der Aufhebung des Okres Sedlčany wurde Vysoký Chlumec 1960 dem Okres Příbram zugeordnet. Am 1. April 1976 wurde Pořešice (mit Bláhova Lhota) und am 1. Jänner 1980 Hrabří (mit Hradce und Jezvina) eingemeindet. Seit dem 29. November 2011 besitzt Vysoký Chlumec wieder den Status eines Městys.

## Gemeindegliederung

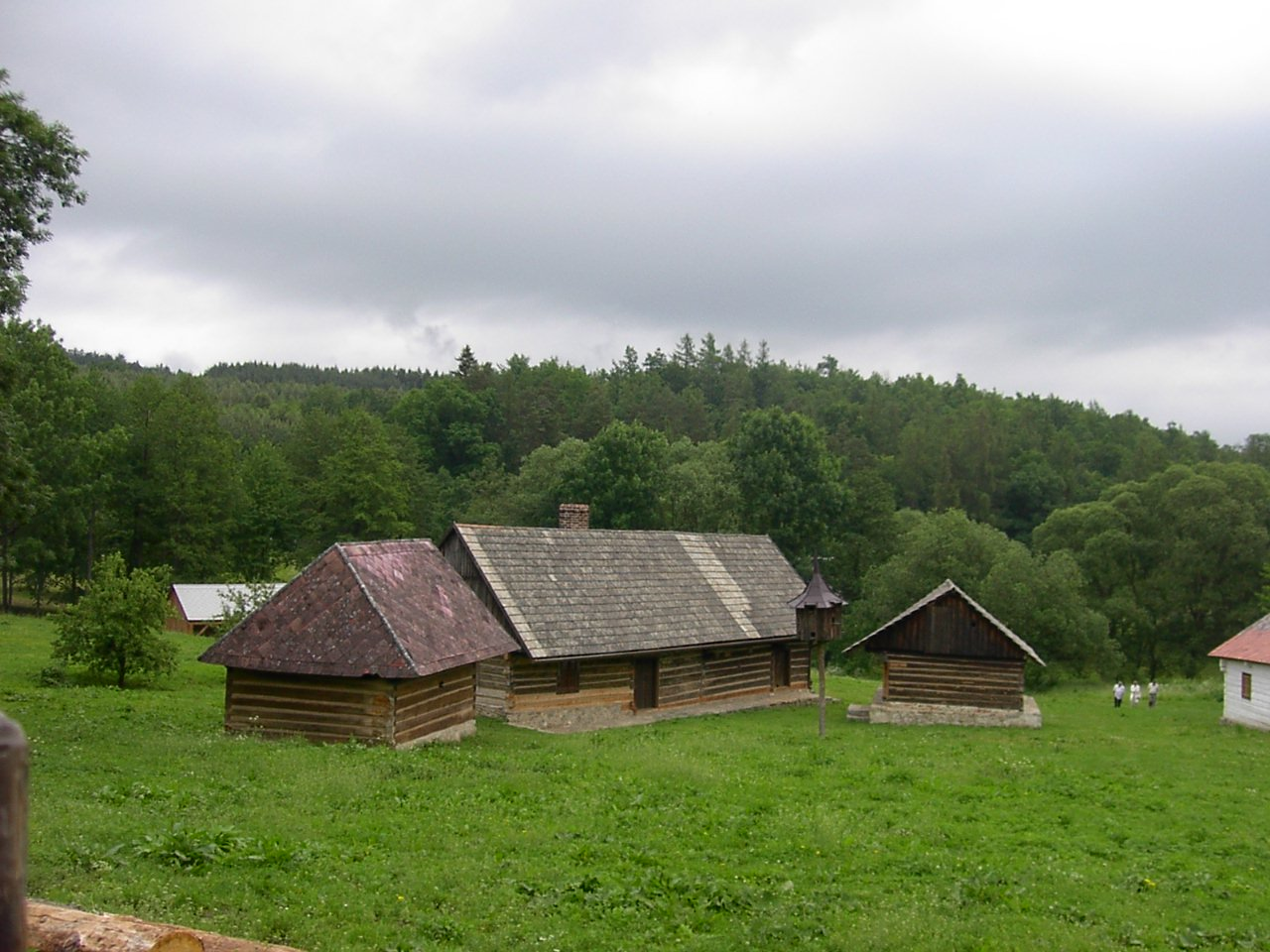
Freilichtmuseum

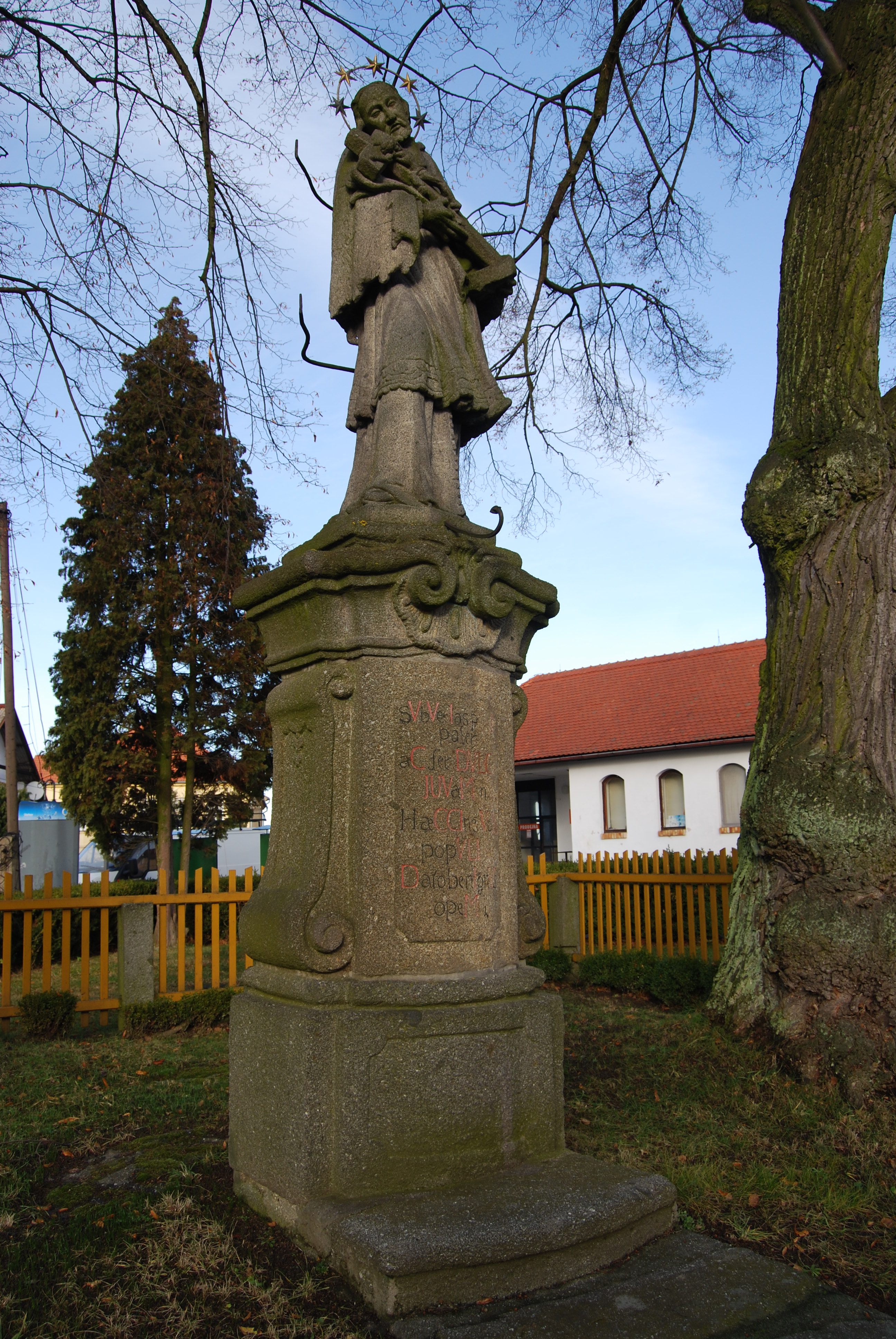
Statue des hl. Johannes von Nepomuk

Die Minderstadt Vysoký Chlumec besteht aus den Ortsteilen Bláhova Lhota (Blaha Lhota), Hrabří (Habern), Hradce (Hradetz), Jezvina (Jeswin), Pořešice (Poreschitz), Vápenice (Wapenitz), Víska (Wiska) und Vysoký Chlumec (Hoch Chlumetz) sowie den Einschichten Bažantnice, Křížkův Mlýn, Smrčí und Zvěstovice.
Das Gemeindegebiet gliedert sich in die Katastralgebiete Hrabří, Pořešice, Vápenice u Vysokého Chlumce und Vysoký Chlumec.

## Unternehmen
- Brauerei Vysoký Chlumec am südlichen Fuße des Chlumec, die seit 1466 nachweisliche Brauerei gehört heute zur Pivovary Lobkowicz a.s.

## Sehenswürdigkeiten
- Burg Vysoký Chlumec mit Schlosskapelle Mariä Himmelfahrt, errichtet im 14. Jahrhundert. Die Burg befand sich, mit Unterbrechungen während der deutschen Besetzung und der kommunistischen Herrschaft, von 1474 bis 1998 im Besitz der Familie Lobkowicz. Seit 1998 ist sie der Wohnsitz der Familie von Riprand Graf von und zu Arco-Zinneberg. Die Burg ist nicht mehr öffentlich zugänglich.
- Haus Nr. 14, ehemaliges Amtshaus
- Barocke Statue des hl. Johannes von Nepomuk auf dem Ring
- Skanzen Vysoký Chlumec im Tal des Libíňský potok, das Freilichtmuseum dörflicher Bauten des Landstriches mittleres Povltaví wurde 1999 als Außenstelle des Bergbaumuseums Příbram angelegt.
- Bildstock
- Feste Pořešice
- Glockenturm in Pořešice
- Wassermühle in Bláhova Lhota
- Hegerhaus Poušť sv. Marka am Markusberg